# Tsubasa Adachi
Tsubasa Adachi (足立 翼 Adachi Tsubasa?), född 6 september 2000 i Hyōgo prefektur, är en japansk fotbollsspelare.
Adachi började sin karriär 2017 i Gamba Osaka.